# مایو کاراهاشی
مایو کاراهاشی (انگلیسی: Mayu Karahashi؛ زادهٔ ۴ اوت ۱۹۹۹) بازیکن فوتبال اهل ژاپن است.